# Alain de Cadenet
Alain de Cadenet (ur. 27 listopada 1945 w Londynie, zm. 2 lipca 2022) – brytyjski kierowca wyścigowy oraz prezenter  telewizyjny ESPN.

## Kariera wyścigowa
De Cadenet rozpoczął karierę w międzynarodowych wyścigach samochodowych w 1970 roku od startów w wyścigu 1000 km Buenos Aires, gdzie uplasował się na piątej pozycji. W późniejszych latach Brytyjczyk pojawiał się także w stawce 24-godzinnego wyścigu Le Mans, Canadian-American Challenge Cup, SCCA Citicorp Can-Am Challenge, World Challenge for Endurance Drivers, World Championship for Drivers and Makes, FIA World Endurance Championship, IMSA Camel GT Championship oraz World Sports-Prototype Championship.
Przez lata Brytyjczyk startował również w wyścigach samochodów historycznych. Zasiadał między innymi w Ferrari z lat 50. Formuły 1 oraz Alfa Romeo z 24-godzinnego wyścigu Le Mans.